# Bodenfreiheit

Bodenfreiheit unter der Achse

Bodenfreiheit zwischen den Achsen

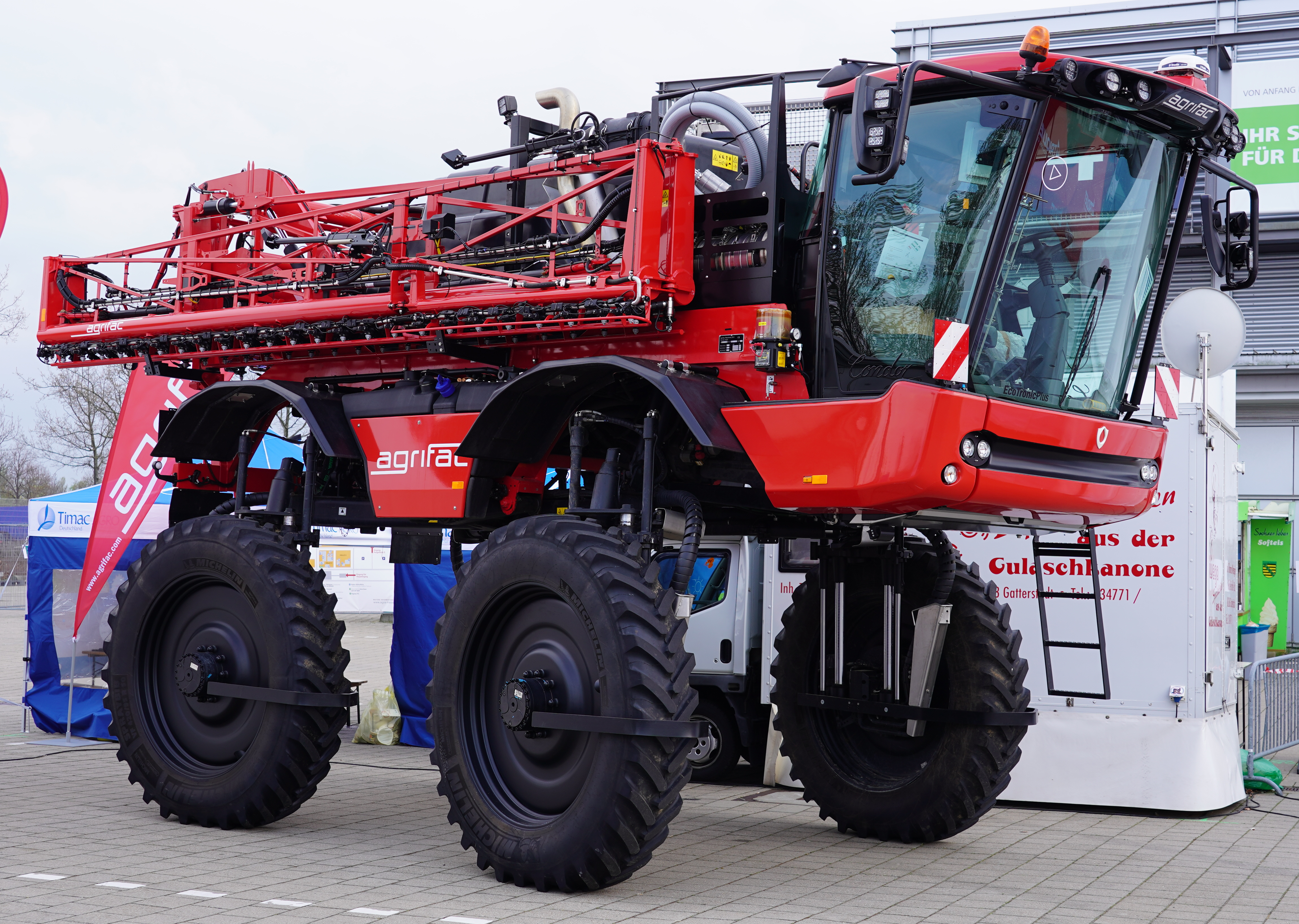
Selbstfahrspritze mit verstellbarer Bodenfreiheit

Die Bodenfreiheit bezeichnet bei Fahrzeugen den Abstand zum Boden, bei PKW im Allgemeinen den Abstand zwischen dem tiefsten Punkt der Karosserie und der Fahrbahn. In manchen Fällen ist es sinnvoll anzugeben, an welcher Stelle des Fahrzeugs gemessen wurde. Der Begriff wird auch bei anderen Fahrzeugen (z. B. Panzer, Amphibienfahrzeug, Traktor) verwendet. 

Bei Geländewagen sind in der Regel die Bodenfreiheit unter den Achsen und die Bodenfreiheit zwischen den Achsen von Interesse. Es gibt folgende Definition: 

„Die Bodenfreiheit unter einer Achse ist durch die Scheitelhöhe eines Kreisbogens bestimmt, der durch die Mitte der Aufstandsfläche der Reifen einer Achse geht und den niedrigsten Festpunkt des Fahrzeugs zwischen den Rädern berührt.“

Die Bodenfreiheit zwischen den Achsen wird umgangssprachlich auch als Bauchfreiheit bezeichnet und ist eng verbunden mit dem Rampenwinkel. Definition aus Richtlinie 92/53/EWG: 

„Die Bodenfreiheit zwischen den Achsen ist der kleinste Abstand zwischen der Standebene und dem niedrigsten festen Punkt des Fahrzeugs.“

Bei tiefer gelegten Fahrzeugen kann die geringe Bodenfreiheit zu Einschränkungen im Alltagsgebrauch führen, weil natürliche oder künstliche Hindernisse (Bremsschwellen) oft nicht mehr ohne Schaden überfahren werden können.

## Mindestbodenfreiheit
In Deutschland existiert keine rechtsverbindliche Mindesthöhe einer Bodenfreiheit. Die Bestimmungen des § 30 Abs. 1 und 2 StVZO begründen jedoch eine allgemeine Beschränkung der zulassungsfähigen Bodenfreiheit.

„(1) Fahrzeuge müssen so gebaut und ausgerüstet sein, dass
1.  ihr verkehrsüblicher Betrieb niemanden schädigt oder mehr als unvermeidbar gefährdet, behindert oder belästigt,
2. […]
(2) Fahrzeuge müssen in straßenschonender Bauweise hergestellt sein und in dieser erhalten werden.“

Bei der Hauptuntersuchung von Kraftfahrzeugen wird sich der Prüfer vor allem an der Empfehlung „VdTÜV Merkblatt 751“ orientieren. In dessen Anhang II, Absatz 5.1.9, steht:

„Tiefer gelegte Fahrzeuge, besetzt mit einem Fahrer, vollen Kraftstofftanks, müssen ein Hindernis von 800 mm Breite und einer Höhe von 110 mm mittig berührungslos überfahren können.“

Letztlich bleibt es dem Prüfer überlassen, wie wenig Bodenfreiheit er zulässt, jedoch hat sich die TÜV-Empfehlung bei der Bewertung einer Fahrzeugsituation als Regelgrund durchgesetzt.
In Österreich galt bis Mitte 2015 der Erlass 190500/8-II/B/5/00 des Bundesministeriums für Verkehr, Innovation und Technologie vom 3. August 2000. Mit dem neuen Erlass vom 22. Juni 2015 wird das VdTÜV-Merkblatt 751 aus 2008 als Stand der Technik angesehen. Neu festgelegt wurden dabei unter anderem Restfederwege und Grenzfederraten als Alternative zu der bisher verlangten Mindestbodenfreiheit von 110 mm.

## Mindestabstände
Unabhängig von der Bodenfreiheit des Fahrzeugbodens gibt es Mindestabstände zur Fahrbahnoberfläche für eine Reihe von Anbauteilen besonders zur Fahrzeugbeleuchtung. In Deutschland sind – in der Regel in der StVZO – folgende Beschränkungen verbindlich:
| • Fern- und Abblendlicht    | 500 mm | § 50 Abs. 1 StVZO         |
| • Blinker seitlich          | 500 mm | § 54 StVZO                |
| • Nebelscheinwerfer         | 250 mm | § 52 StVZO                |
| • Bremsleuchte              | 350 mm | § 53 Abs. 1 StVZO         |
| • Kennzeichen vorn          | 200 mm | § 10 Abs. 7 FZV           |
| • Schlussleuchte            | 350 mm | § 53 Abs. 1 StVZO         |
| • Kennzeichen hinten        | 300 mm | Richtlinie 70/222/EWG     |
| • Nebelschlussleuchte       | 250 mm | § 52a Abs. 1, § 53d StVZO |
| • Blinker vorn              | 350 mm | § 54 StVZO                |
| • Rückfahrscheinwerfer      | 250 mm | § 53a Abs. 3 StVZO        |
| • Blinker hinten            | 350 mm | § 54 StVZO                |
| • Seitenmarkierungsleuchten | 250 mm | § 51 Abs. 3, § 51a StVZO  |

Viele dieser Paragrafen wurden angepasst und entsprechen der Richtlinie ECE-R 48 der UN/ECE zu Einheitlichen Bedingungen für die Genehmigung der Fahrzeuge hinsichtlich des Anbaus der Beleuchtungs- und Lichtsignaleinrichtungen.